# لئون مارشان
لئون مارشان (فرانسوی: Léon Marchand‎؛ زادهٔ ۱۷ مهٔ ۲۰۰۲) ورزشکار شنا اهل فرانسه و از اعضای تیم شنای دانشگاه ایالتی آریزونا است. وی رکورددار جهان و المپیک در رشتهٔ مسافت بلند ۴۰۰ متر مختلط انفرادی، رکورددار المپیک در رشتهٔ ۲۰۰ متر پروانه و ۲۰۰ متر قورباغه و همچنین رکورددار فرانسه در رشته‌های مسافت بلند ۲۰۰ متر مختلط انفرادی، ۲۰۰ متر پروانه و ۲۰۰ متر قورباغه می‌باشد. وی در المپیک تابستانی ۲۰۲۴ موفق به کسب سه مدال طلا در رشته‌های ۲۰۰ متر قورباغه، ۲۰۰ متر پروانه و ۴۰۰ متر مختلط انفرادی شد.
مارشان در مسابقات کشوری و بین‌المللی در مجموع برندهٔ ۸ مدال طلا، ۱ مدال نقره، ۳ مدال برنز شده است.
فرانسوی‌ها از او به عنوان مایکل فلپس فرانسوی یاد می‌کنند.